# Ананьїв (село)
Ана́ньїв — село Ананьївської міської громади Подільського району Одеської області, Україна. 
Діє ЗОШ № 6 міста Ананьїв

## Населення
У 1923 р. 13 416 мешканців (6570 Ананьїв-1 і 6846 Ананьїв-2).
Чисельність населення 1989 року 5658 (2896 Ананьїв-1 та 2762 Ананьїв-2).
Населення 2001 р. становить 4777 осіб (2433 Ананьїв-1 і 2344 Ананьїв-2).
- 2021 — 3372[5]

## Історія
7 (20) листопада 1917 року, відповідно до Третього Універсалу Української Центральної Ради, увійшло до складу Української Народної Республіки.
1920 року околиці міста було поділено на 4 дільниці, де також створено ревкоми.

15 січня 1921 року обрано 4 Ради на всіх [передміських] дільницях міста — дільничні Ради.
В 1923 році дві сільради, чотири дільниці.
Під час організованого радянською владою Голодомору 1932—1933 років помер щонайменше 21 житель села.
Станом на 1946 рік 4 сільські ради.
 Станом на 1956 рік 3 сільські ради.
Рішенням виконкому Одеської обласної Ради депутатів трудящих від 12 вересня 1958 р. ліквідовано Ананьївську Третю сільську Раду Ананьївського району з підпорядкуванням її території Ананьївській Першій і Ананьївській Другій сільським Радам.
17 жовтня 1964 р. хутір (селище) Одаї та село Ананьїв Ананьївської Другої сільради об'єднані в один населений пункт село Ананьїв.
12 червня 2020 року, відповідно до Розпорядження Кабінету Міністрів України від № 724-р «Про визначення адміністративних центрів та затвердження територій територіальних громад Одеської області», увійшло до складу Ананьївської міської територіальної громади.
19 липня 2020 року, в результаті адміністративно-територіальної реформи і ліквідації Ананьївського району, село увійшло до складу новоутвореного Подільського району.